# Quartz Hill
Quartz Hill est une census-designated place de Californie située dans le comté de Los Angeles.

## Démographie
| 1960  | 1970  | 1980  | 1990  | 2000  | 2010   |
| ----- | ----- | ----- | ----- | ----- | ------ |
| 3 325 | 4 935 | 7 421 | 9 626 | 9 890 | 10 912 |